# Патисамбхидамагга
Патисамбхидамагга (пали. ปฎิสมฺภิทามคฺค, путь распознания) — двенадцатая книга Кхуддака-никаи. Содержит тексты психоаналитического содержания.

## Оглавление
- Махавагга (มหาวโคฺค)
- Матика
- 1.Нянакатха
- 2.Диттхикатха
- 3.Анапанасатикатха
- 4.Индриякатха
- 5.Вимоккхакатха
- 6.Гатикатха
- 7.Каммакатха
- 8.Випалласакатха
- 9.Маггакатха
- 10.Мандапейякатха
- Юганаддхавагга (ยุคนทฺธวโคฺค)
- 1.Юганаддхавагга
- 2.Саччакатха
- 3.Бодджхангакатха
- 4.Меттакатха
- 5.Вирагакатха
- 6.Патисамбхидакатха
- 7.Дхаммачаккакатха
- 8.Локуттаракатха
- 9.Балакатха
- 10.Суннякатха
- Паннявагга (ปญฺญาวโคฺค)
- 1.Махапаннякатха
- 2.Иддхикатха
- 3.Абхисамаякатха
- 4.Вивекакатха
- 5.Чариякатха
- 6.Патихариякатха
- 7.Самасисакатха
- 8.Сатипаттханакатха
- 9.Випассанакатха
- 10.Матикакатха

## Переводы на английский
- The Path of Discrimination, tr Nanamoli, 1982, Pali Text Society, Bristol